# El Verde, Jalisco
El Verde är en ort i Mexiko.   Den ligger i kommunen El Salto och delstaten Jalisco, i den centrala delen av landet, 400 km väster om huvudstaden Mexico City. El Verde ligger 1 542 meter över havet och antalet invånare är 7 556.
Terrängen runt El Verde är en högslätt. Runt El Verde är det mycket tätbefolkat, med 2 345 invånare per kvadratkilometer. Närmaste större samhälle är Guadalajara, 17,0 km nordväst om El Verde. Trakten runt El Verde består till största delen av jordbruksmark.